# تيم براون (لاعب كرة قدم كندية)
تيم براون (بالإنجليزية: Tim Brown)‏ هو لاعب كرة قدم كندية أمريكي، ولد في 25 أكتوبر 1984 في ستوكتون في الولايات المتحدة.